# 586e régiment d'aviation de chasse
Le 586e régiment d'aviation de chasse (en russe : 586-й истребительный авиационный полк) était un régiment de l'armée de l'air soviétique, appelé en français communément 586e régiment de chasse . Il fut l'un des trois régiments entièrement féminins créés à l'instigation de Marina Raskova au cours de la Seconde Guerre mondiale. Il devint mixte quelque temps après la mort de Marina Raskova et fut dissout à la fin de la guerre. Il était rattaché au 122e groupe d'aviation.

## Chronologie
Il est formé en décembre 1941.
Le 586e IAP a effectué 4 419 sorties de combat, détruit ou endommagé 80 aéronefs ennemis au cours de 125 engagements aériens.
En avril 1943, sur les ordres radio d'Alexandre Gridnev (ru), Raïssa Sournatchevskaïa et Tamara Pamyatnykh attaquèrent une formation de 42 bombardiers allemands et en descendirent quatre. Elles ne s'attendaient au départ à n'en trouver que deux (voir les biographies de la première ou de la seconde de ces deux aviatrices pour plus de détails sur ce combat).

## Personnel
Le 586e IAP a eu dans ses rangs deux femmes devenues as de la chasse : Iekaterina Boudanova et Lidia Litviak, avec respectivement 11 et 12 victoires. Le régiment fut d'abord commandé par Tamara Kazarinova, mais son comportement vis-à-vis des pilotes et ses compétences même en tant que chef d'un régiment de chasse posaient problème et elle fut transférée au bout de six mois. C'est Alexandre Gridnev (ru) qui la remplaça en octobre 1942.
| Escadron | Nom                                                                                         | Grade               | Compétences                    | Victoires        | Remarque |
| -------- | ------------------------------------------------------------------------------------------- | ------------------- | ------------------------------ | ---------------- | --- |
| -        | Tamara Alexandrovna Kazarinova Тамара Александровна Казаринова                              | Майор               | Pilote                         | -                | Commandante du régiment jusqu'en novembre 1942 puis transférée. |
| -        | Alexandre Vassilievitch Gridnev (ru) Александр Васильевич Гриднев                           | Майор, подполковник | Pilote                         | 9                | Commandant du régiment de novembre 1942 à 1945. |
| 1er      | Raïssa Vassilievna Beliaïeva Раиса Васильевна Беляева                                       | -                   | Pilote                         | 3                | Transférée au 437e régiment de chasse le 10 septembre 1942 puis revenue au 586e IAP en décembre 1942, Ossipenko et Kazarinova tentèrent de la clouer au sol, mais le général Gromadine et le commandant Gridnev la défendirent. Tuée le 19 juillet 1943 au retour d'une mission, ou, après avoir perdu le contrôle d'un appareil qu'elle testait après réparation, selon les sources. |
| 1er      | Iekaterina Vassilievna Boudanova Екатерина Васильевна Буданова                              | Старший лейтенант   | Pilote                         | 11               | Transférée au 437e régiment de chasse le 10 septembre 1942 puis au 296 IAP/73 GvIAP, elle est tuée le 19 juillet 1943. Héroïne de Russie à titre posthume. |
| 1er      | Antonina Vassilievna Lebedeva Антонина Васильевна Лебедева                                  | -                   | Pilote                         | -                | Transférée au 437e régiment de chasse, elle est tuée au cours de l'été 1943. |
| 1er      | Lidia Vladimirovna Litviak Лидия Владимировна Литвяк dite « La Rose Blanche de Stalingrad » | Младший лейтенант   | Pilote                         | 12 + 4 partagées | 168 sorties, transférée au 437e régiment de chasse le 10 septembre 1942 puis au 296e IAP / 73e GvIAP. Elle est tuée le 1er août 1943, et est faite Héroïne de l'Union Soviétique à titre posthume. |
| 1er      | Klavdia Andreïevna Netchaïeva Клавдия Андреевна Нечаева                                     | -                   | Pilote                         | -                | Transférée au 434e régiment de chasse le 10 septembre 1942, elle est tuée au cours de la bataille de Stalingrad en protégeant le commandant Ivan Klyeshchev. |
| 2e       | Ievguenia Filipovna Prokhorova Евгения Филипповна Прохорова                                 | -                   | Pilote                         | -                | Commandante du 2e escadron. |
| -        | Maria Stepanovna Batrakova Мария Степановна Батракова                                       | -                   | Navigatrice                    | -                | - |
| -        | Galina Pavlovna Bourdina Галина Павловна Бурдина                                            | Лейтенант           | Pilote                         | 3                | 152 sorties, après la guerre devint pilote d'avion-ambulances. |
| -        | Anna Nikolaïevna Demtchenko Анна Николаевна Демченко                                        | Старший лейтенант   | Pilote                         | -                | 203 sorties. |
| -        | Nikolaï Konstantinovitch Dourakov Николай Константинович Дураков                            | -                   | Pilote                         | 15               | Régiments : 234e, 586e, 39e gv. |
| -        | Irina Emilianova[réf. nécessaire] Ирина Емельянова                                          | -                   | -                              | -                | Technicienne équipements spéciaux. |
| -        | Valentina Endakova Валентина Ендакова                                                       | -                   | Navigatrice (avion de liaison) | -                | Elle faisait partie des 17 étudiantes de l'Université de Moscou qui ont répondu à l'appel du Comité central du Komsomol en octobre 1941. Elle étudiait au département d'Histoire. |
| -        | Valentina Ivanovna Gvozdikova Валентина Ивановна Гвоздикова                                 | Лейтенант           | Pilote                         | -                | 128 sorties. |
| -        | Militsa Alexandrovna Kazarinova Милица Александровна Казаринова                             | Капитан             | Pilote                         | -                | Elle est la sœur de Tamara Alexandrovna Kazarinova. |
| -        | Inna Kalinovskaïa Инна Калиновская                                                          | -                   | -                              | -                | Elle faisait partie des 17 étudiantes de l'Université de Moscou qui ont répondu à l'appel du Comité central du Komsomol en octobre 1941. Elle étudiait au département de Mécanique et Mathématique. |
| -        | Elena Karakorskaïa Елена Каракорская                                                        | -                   | Mécanicienne                   | -                | - |
| -        | Valeria Ivanovna Khomiakova Валерия Ивановна Хомякова                                       | -                   | Pilote                         | 1                | Elle est la première femme de l'Histoire à abattre un avion ennemi. Elle est tuée dans le crash de son avion le 5 octobre 1942, peu après un décollage de nuit. Valeria est consignée comme morte au combat. |
|          | Yekaterina Kirillova                                                                        |                     |                                |                  | |
|          | Maria S. Kouznetsova                                                                        | старший лейтенант   | Pilote                         |                  | 157 sorties. |
|          | Maria Mikhaïlovna Kouznetsova                                                               | лейтенант           | Pilote                         |                  | 204 sorties. |
|          | V.M. Lisitsina                                                                              | старший лейтенант   | Pilote                         | 1                | 160 sorties. |
|          | Alexandra Makounina Александра Макунина                                                     |                     | Pilote                         |                  | Elle faisait partie des 17 étudiantes de l'Université de Moscou, département de Géographie. Cheffe d'état-major du régiment. |
|          | I.I. Olkova                                                                                 | лейтенант           | Pilote                         |                  | 150 sorties. |
|          | Tamara Pamyatnykh                                                                           | старший лейтенант   | Pilote                         | 2                | 191 sorties. |
|          | Klavdiya Pankratova                                                                         | капитан             | Pilote                         | 4                | |
|          | Inna Pasportnikova                                                                          |                     | Mécanicienne                   |                  | Faillit mourir en 1945 de la scarlatine mais après une année de convalescence elle devint ingénieure aéronautique. |
|          | Valentina Petrotchenkova Валентина Петроченкова                                             | младший лейтенант   | Pilote                         |                  | Arrivée au 586 IAP en 1943. |
|          | Ekaterina Polounina                                                                         |                     | Mécanicienne                   |                  | Elle est devenue l'historienne de l'unité,. |
|          | Zoïa Pojidaïeva                                                                             |                     | Pilote                         |                  | Après la dissolution du 586e, elle fut transférée dans le régiment de son mari, stoppa le service actif en 1946 (enceinte). |
|          | O.I. Chakhova                                                                               | лейтенант           | Pilote                         |                  | 144 sorties, transférée au 437e régiment de chasse le 10 septembre 1942 puis revenue au 586 IAP en décembre 1942. |
|          | Nina Slovokhotova Нина Словохотова                                                          |                     | Navigatrice                    |                  | Elle faisait partie des 17 étudiantes de l'Université de Moscou, département de Chimie. Cheffe du service de navigation. |
|          | Zinaïda Solomatina                                                                          |                     | Pilote                         |                  | Après la Guerre devint pilote dans le civile, d'abord pilote d'avions ambulance léger puis de bimoteurs. |
|          | Raïssa Sournatchevskaïa                                                                     | лейтенант           | Pilote                         | 3                | 104 sorties. |
|          | Klavdiya Terekhova                                                                          |                     | Pilote                         |                  | |
|          | Olga Yakovleva                                                                              |                     | Pilote                         |                  | Blessée au bras en 1943, transférée dans un escadron de communication sur Po-2, elle récupéra sa mobilité au bout de neuf mois mais le médecin ne voulut pas lui signer d'aptitude au pilotage considérant que 8 années comme pilote était assez pour une femme. |
|          | Olga Nikolaïevna Yamchtchikova (en) Ольга Николаевна Ямщикова                               | старший лейтенант   | Pilote                         | 3                | 217 missions de combat, après la guerre Olga Yamchtchikova devint pilote d'essai pour l'armée. |
| 3e       | Nikolaï Korolev                                                                             |                     | Pilote                         | 1                | Tué lors d'une mission de reconnaissance[réf. souhaitée]. |
| 3e       | Tsokaev                                                                                     |                     | Pilote                         | 1                | |
| -        | Züleyxa Seyidməmmədova / Зулейха Мир-Габиб гызы Сеидмамедова                                | капитан             | Pilote                         | 0                | |

### Culture populaire
- (ja) Hirasawa Yuuna, 白百合は朱に染まらない [« Shirayuri wa Ake ni Somaranai »], vol. 2, Kōdansha,‎ 2019.